# زبان کاسکی
زبان کاسکی یک زبان غیر هند و اروپایی در دوره برنز بود که در شمال شرق آناتولی در امتداد کوه‌ها و دریای سیاه سخن گفته می‌شد.برخی گمانه‌ها بر پایه جای‌نام و نام افراد این است که این زبان به زبان حاتی که زبان پیش از زبان هیتی بوده است ،وابسته بوده است.شاید به زبان‌های غربی قفقازی نیز وابسته باشد.شاید هم ریشه با نام کهن چرکیسیا باشد.و نام یکی از قبایل کاسکی به نام آبسلا (Abešla) با مردم آبخازیا وابسته باشد.و پیشنهاد می‌شود که کاسکی‌ها و آبسلاها اجداد باستانی چرکس‌ها و آبخازی‌ها باشند. برعکس، زبان کاسکی ممکن است یک زبان هندواروپایی بوده باشد، شاید با زبان تراکو-فریژی مرتبط باشد.